# Protoschizomus treacyae
Protoschizomus treacyae är en spindeldjursart som beskrevs av Verner Hawsbrook Rowland 1975. Protoschizomus treacyae ingår i släktet Protoschizomus och familjen Protoschizomidae. Inga underarter finns listade i Catalogue of Life.